# Disperis oppositifolia
Disperis oppositifolia är en orkidéart som beskrevs av James Edward Smith. Disperis oppositifolia ingår i släktet Disperis och familjen orkidéer.

## Underarter
Arten delas in i följande underarter:
- D. o. mascarenensis
- D. o. oppositifolia